# 레몬바질
레몬바질(lemon basil, 학명: Ocimum × africanum)은 꿀풀과의 한해살이풀이다. 바질(O. basilicum)과 회바질(O. americanum)의 잡종으로, 레몬 향이 나는 허브이다. 참고로, 레몬바질 외에 레몬향이 나는 허브로는 레몬밤, 레몬 버베나가 있다.

## 분포
아시아와 아프리카에 분포한다. 원산지는 동아시아(중국), 동남아시아(인도네시아, 라오스, 말레이시아, 베트남, 캄보디아, 타이완, 태국), 남아시아(인도), 동아프리카(에티오피아, 우간다, 케냐, 탄자니아), 중앙아프리카(카메룬, 콩고 민주 공화국), 남아프리카(마다가스카르, 말라위, 앙골라)이다.

## 이용
| 지역       | 이름            |
| ---------- | --------------- |
| 라오스     | 팍이뚜(ຜັກອີ່ຕູ່)    |
| 인도네시아 | 크망이(kemangi) |
| 필리핀     | 상이그(sangíg)  |
| 태국       | 맹락(แมงลัก)     |

레몬바질 잎은 라오스 요리와 인도네시아 요리를 비롯한 동남아시아 요리에서 널리 쓰인다. 라오스에서는 레몬바질이 국물 요리나 볶음 요리에 두루 쓰인다. 바질속 허브 가운데 가장 널리 쓰이는 종이다. 태국에서도 일부 깽(커리) 요리 등에 레몬바질을 쓴다. 인도네시아에서는 레몬바질을 랄랍 같은 생채소 요리에 넣어 먹거나 국물 요리, 찜 요리에 쓴다. 필리핀에서는 특히 세부 지역과 일부 민다나오 지역에서 라우우이 등 국물 요리에 쓰인다.
북동인도 요리에서도 레몬바질이 쓰이는데, 특히 마니푸르주에서는 싱주 같은 샐러드나 호박 커리, 아차르 같은 절임 음식에 레몬바질을 쓴다. 메갈라야주의 가로족, 카시족, 프나르족 등도 차트니 등을 만들 때 레몬바질을 즐겨 쓴다.